# 科维理宇宙物理学与数学研究所
科维理宇宙物理学与数学研究所（日语：カブリ数物連携宇宙研究機構，缩写为Kavli IPMU或IPMU）是位于日本東京都附近柏市的国际物理学与数学研究中心，隶属于东京大学，由美国科维理基金会捐赠并冠名。
IPMU的主要研究领域为粒子物理學、高能物理学、天体物理学、天文學和数学。